# Psychotria guineensis
Psychotria guineensis är en måreväxtart som beskrevs av Ernest Marie Antoine Petit. Psychotria guineensis ingår i släktet Psychotria och familjen måreväxter. Inga underarter finns listade i Catalogue of Life.